# Teatro Maria Sylvia Nunes
O Teatro Maria Sylvia Nunes é um teatro governamental fundado em 2002, localizado no complexo cultural Estação das Docas, em Belém do Pará, é uma das mais modernas e sofisticadas salas de espetáculos da região Norte.

## Etimologia
O nome do teatro foi dado em homenagem à professora e diretora teatral paraense Maria Sylvia Ferreira da Silva Nunes (1930-2020), vencedora de vários prêmios de dramaturgia.

## Estrutura
Possui uma área total de 800 m² com capacidade para 426 lugares, o Teatro possui um palco com 200 metros quadrados, dois camarins e uma cabine de comando de som e luz.
No teto, foi preservada a estrutura metálica do antigo cais do porto. Já as paredes foram revestidas com lambril de pau amarelo (madeira nobre da Amazônia). O teatro é um dos mais modernos da Amazônia, com uma das melhores sala de projeção cinematográfica, onde ocorre o projeto Cine Estação.

## História
O teatro Maria Sylvia Nunes criado em 2002, o nome foi em homenagem à professora e diretora teatral Maria Sylvia Ferreira da Silva Nunes, vencedora de importantes prêmios de dramaturgia e inspiradora de talentosas gerações de atores paraenses. A teatróloga foi a fundadora, na década de 60, da atual Escola de Teatro e Dança da Universidade Federal do Pará. Na década de 60, ela em parceria com o marido e escritor Benedito Nunes, fundou a atual Escola de Teatro e Dança da Universidade Federal do Pará. Maria Sylvia Nunes iniciou suas atividades em 1946. Em 1957, fundou o Grupo Norte Teatro Escola, com o qual montou obras de João Cabral de Melo Neto, Tchekov, Sófoles, Ionesco, Ibsen, Sartre, entre outros. Premiada no Brasil e no exterior.